# یوناس کارلسون (تهیه‌کننده موسیقی)
یوناس کارلسون (به فنلاندی: Jonas W. Karlsson) تهیه‌کننده موسیقی و ترانه‌سرای فنلاندی است. او با گروه فنلاندی Elokuu و مادلین جونو همکاری می‌کرد. او همچنین همکار قدیمی سوفی د لا توره است، که آهنگ «ورمیلیون» (۲۰۱۴) را با او نوشت، که مورد تحسین منتقدان قرار گرفت.

## دیسکوگرافی

### به عنوان تهیه‌کننده
- یکی دیگر. من نه. من تمام شدم (سوفی د لا توره، 2017)[۴][۵]